# Jingdezhen
Jingdezhen (景德镇市) Conhecida previamente como Changnan (昌南) é uma cidade com nível de prefeitura, no nordeste da província Jiangxi, com uma população total de 1.669.057 (2018),  compartilha fronteira com Anhui ao norte. É conhecida como a “Capital da Porcelana” porque produz cerâmica chinesa há pelo menos 1.000 anos e, durante grande parte desse período, a porcelana Jingdezhen foi a mais proeminente e de melhor qualidade na China. A cidade tem uma história bem documentada que remonta a mais de 2.000 anos.
A mudança de nome para Jingdezhen ocorreu em 1369, no segundo ano do reinado do Imperador Hongwu (朱元璋) O fundador da dinastia Ming, a cidade foi renomeada para Jingdezhen (景德镇). O novo nome foi escolhido em homenagem ao reinado do Imperador Jingde (宋真宗) da Dinastia Song, sob cujo governo a produção de porcelana na cidade atingiu um nível notável de perfeição.